# Steamboat Ventures
Steamboat Ventures est une société de capital risque créée par la Walt Disney Company en septembre 2000. Elle est nommée d'après le premier film de Mickey Mouse, Steamboat Willie, sortie en 1928.

## Le principe
Officiellement la société remonte son histoire à l'esprit d'innovation de Walt Disney. La société a toujours recherché soit des personnes soit des sociétés qui lui permettraient d'améliorer ses productions ou ses créations. Ainsi Walt Disney s'était entouré d'ingénieurs ou des « touche-à-tout » qui l'aidèrent à révolutionner, entre autres, l'animation puis les parcs d'attractions. Les meilleurs exemples sont la synchronisation sonore, la caméra multiplane, les monorails et les audio-animatronics.
Plus sérieusement, Steamboat Ventures doit sa naissance à plusieurs faits des années 1990: 
- la Walt Disney Company a investi durant cette période dans plusieurs sociétés de loisirs, ou les a soutenu, par exemple les restaurants House of Blues, Planet Hollywood. Ces investissements ont eu un succès mitigé.
- Disney n'arrivait plus à attirer de nouveaux collaborateurs « innovants » et ceux qui faisaient partie de la société se voyaient licenciés pour des raisons économiques (Ce fut le cas chez Walt Disney Imagineering).
- Disney  a aussi investi durant la bulle internet dans plusieurs sociétés liées aux nouvelles technologies qu'elle a ensuite dû vendre ou intégrer à sa filiale Walt Disney Internet Group.
- Disney ayant investi directement parfois des sommes importantes, le bilan des investissements n'a jamais été clairement défini. De plus, la responsabilité de la société était parfois mise en porte-à-faux, elle aussi directement.
- En parallèle, ce serait grâce à la société Shamrock Holdings, le holding personnel de Roy Edward Disney aussi dans capital risque, que Disney aurait découvert au début des années 1990 le studio Pixar.

Pour ces raisons, la Walt Disney Company se devait de créer une société pour suivre les investissements qu'elle jugeait nécessaire.
D'après ses propres dispositions, la société Steamboat Ventures investit dans une entreprise entre 2 et 5 millions de dollars, montant parfois jusqu'à 10 millions et l'aide à se développer. Elle fait profiter du réseau des filiales de la Walt Disney Company, de l'expérience et des contacts dans le monde des grandes entreprises.

## Historique
Le 9 septembre 2004, Qualcomm annonce le rachat de Iridigm Display Corporation pour 170 millions d'USD.
Le 31 mars 2005, Fastclick annonce son introduction en bourse. Dès la fin mai 2005, ValueClick annonce avoir acheté l'intégralité de Fastclick.
Le 7 mars 2007, Steamboat Ventures annonce investir avec d'autres sociétés américaines 23,5 millions de dollars dans UUSee, un important site de vidéo en ligne chinois distribuant les programmes de CCTV. Le 3 avril 2007, la société californienne Baynote spécialisée dans les solutions d'aide en ligne annonce avoir obtenu 10,75 millions de dollars dont la majeure partie de Steamboat Ventures. Le 24 mai 2007, la société de service publicitaire pour mobile Greystripe annonce avoir obtenu 8,9 millions de dollars dont la majeure partie de Steamboat Ventures. Le 7 août 2007, la société Passenger annonce avoir obtenu 8,3 millions de dollars dont la majeure partie de Steamboat Ventures. Le 7 novembre 2007, MerchantCircle annonce avoir obtenu 10 millions de dollars lors d'une levée de fonds auprès de nouveaux et anciens investisseurs dont parmi les anciens Steamboat Ventures. Le 10 décembre 2007, Steamboat Ventures investit dans Scrapblog premier site de scrapbooking virtuel en ligne. Le 20 décembre 2007, AOL annonce avoir racheté Quigo, société fondée en 2000.
Le 10 janvier 2008, Second Avenue Partners mène un groupe d'investisseurs amenant 2 millions d'USD dans Fanzter, une société fondée en 2007 par Aaron LaBerge, ancien d'ESPN et Eric Kirsten qui édite le site Coolspotters. Parmi les autres investisseurs il y a Steamboat Ventures. Le 6 mars 2008, Kapow Technologies annonce avoir obtenu 11,6 millions de dollars lors d'une levée de fonds auprès de nouveaux et anciens investisseurs dont parmi les nouveaux Steamboat Ventures. Le 10 mars 2008, Steamboat Ventures prend part à la levée de fonds de Kyte qui atteint 21,1 millions de dollars. Le 14 mai 2008, Passenger annonce avoir obtenu 8 millions de dollars supplémentaires auprès de nouveaux et anciens investisseurs.
Le 3 mars 2009, Fanzter reçoit une seconde levée de fonds de 2 millions d'USD par Second Avenue Partners et Steamboat Ventures,. Le 21 mai 2009, Cisco Systems achète la société Pure Digital Technologies créateur et vendeur du Flip Video. Le 30 juin 2009, StrongMail achète la société PopularMedia. Le 16 octobre 2009, Sometrics annonce la clôture d'une levée de fonds auprès de nouveaux et anciens investisseurs dont les nouveaux Steamboat Ventures. Le 23 juin 2009, Fanzter achète la société Mustache Inc basée à Richmond (Virginie).
Le 2 avril 2010, EdgeCast Networks annonce la clôture d'une nouvelle levée de fonds de 10 millions de dollars. Le 27 avril 2010, la société de service publicitaire vidéo FreeWheel annonce avoir obtenu 16,8 millions de dollars auprès de Steamboat Ventures. Le 22 juin 2010, la société investit 33 millions d'USD dans l'éditeur de jeux sociaux Playdom, lors d'une levée de fonds totale de 43 millions de dollars au côté de Bessemer Venture Partners et New World Ventures. Le 27 juillet 2010, Elemental Technologies annonce avoir obtenu 7,5 millions de dollars lors d'une levée de fonds dont une partie provenant de Steamboat Ventures.
Le 12 janvier 2011, Baynote annonce avoir obtenu 13 millions de dollars lors d'une levée de fonds dont une partie provenant de Steamboat Ventures. Le 18 janvier 2011, la société Mixbook spécialisée dans les albums de photos sur internet et leur impression annonce le rachat de Scrapblog. Le 31 mars 2011, le site de jeux en réseaux sociaux pour iOS, GameSalad annonce avoir récolté 6,1 millions d'USD lors d'une levée de fonds de série B,. Le 26 mai 2011, la société Reply! achète MerchantCircle pour 60 millions d'USD. Le 20 septembre 2011, American Express achète Sometrics pour 30 millions d'USD. Le 15 août 2011, Fanzter déménage de Collinsville (Connecticut) à Charleston (Caroline du Sud).
Le 21 décembre 2012, Steamboat Ventures récolte 85 millions d'USD lors d'une levée de fonds, somme disponible pour de nouveaux investissements.
Le 31 juillet 2013, Kofax achète Kapow Technologies pour 47,5  millions d'USD. Le 7 décembre 2013, Verizon achète EdgeCast pour plus de 350 millions d'USD.
Le 6 mars 2014, Comcast achète la société FreeWheel pour 375 millions d'USD. En août 2014, ESPN achète Fantzer, éditeur du site Coolspotters.com.
Le 4 juin 2015, la startup Joyus annonce une levée de fonds de 24 millions d'USD menée comprenant Steamboat Ventures pour accroître son réseau de vente par vidéo,. Le 21 septembre 2015, Disney participe à un investissement de 65 millions d'USD dans Jaunt, une start-up de la Silicon Valley spécialisée dans la réalité virtuelle,,,. Le 3 septembre 2015, Amazon achète Elemental Technologies pour 500 millions d'USD.
Le 31 mars 2016, Disney et Saban Ventures participent à une levée de fonds de 15 millions dans le site de contenu Playbuzz,,,. Le 27 septembre 2019, la société Kibo détenue par Vista Equity Partners achète Baynote pour un montant inconnu.
Le 27 septembre 2017, Playbuzz annonce une levée de fonds de 35 millions d'USD menée par Viola Growth et ayant regroupée l'ensemble de ses investisseurs dont Disney, Saban Ventures et Carmel Ventures.

## Sociétés soutenues

### Participations actuelles
- EdgeCast Networks (depuis 2006)
- EMN8
- FreeWheel (depuis avril 2010)
- GameSalad
- GoPro
- Ground Truth
- Kapow Technologies
- Kyte
- MediaBank
- Passenger
- Photobucket
- RazorGator
- Rosum Corporation
- UUSee (Chine, depuis mars 2007)
- Vobile
- Voodoovox

### Anciennes participations
- Baynote (avril 2007) - rachetée par Kibo en septembre 2016
- Elemental Technologies - rachetée par Amazon en septembre 2015
- Fanzter - rachetée par ESPN en août 2014
- Fastclick - rachetée par ValueClick en avril 2005
- Greystripe - rachetée par ValueClick en avril 2011
- Iridigm Display Corporation - rachetée par Qualcomm en septembre 2004.
- MerchantCircle - racheté par Reply! en mai 2011
- Move Networks - racheté par EchoStar en décembre 2010
- Playdom (juin 2010) - rachetée par Disney en juillet 2010
- PopularMedia - racheté par StrongMail en juin 2009
- Pure Digital Technologies - racheté par Cisco Systems en mai 2009
- Quigo Technologies - racheté par AOL en décembre 2007
- Scrapblog - rachetée par Mixbook en janvier 2011
- Sometrics - rachetée par American Express en septembre 2011